# Bracharoa quadripunctata
Bracharoa quadripunctata är en fjärilsart som beskrevs av Hans Daniel Johan Wallengren 1875. Bracharoa quadripunctata ingår i släktet Bracharoa och familjen tofsspinnare. Inga underarter finns listade i Catalogue of Life.